# I'm Still in Love with You (canção de Sean Paul)
"I'm Still in Love with You" é uma canção do artista dancehall americano Sean Paul do seu segundo álbum Dutty Rock. Possui vocais de Sasha. Ele alcançou a 6ª posição no Reino Unido, a 13ª na parada de R&B dos EUA, a 14ª posição na Billboard Hot 100 e a 1ª no México e na Polônia. Tornou-se um hit top ten na Hungria, Itália, Irlanda e Suíça.

## Sinopse da música
A música é uma interpolação de "I'm Still in Love with You" por Alton Ellis.
Sean Paul e Sasha (a contraparte feminina) estão discutindo um relacionamento parado e aparentemente não cumprido. O personagem de Paul está tentando explicar que o relacionamento era de certa forma prolongado, e que não tem futuro; O personagem de Sasha parece querer continuar o relacionamento, apesar de Paul admitir o amor de "bandido" porque ela continua apaixonada por ele.
Embora a mensagem da versão original fosse mais vaga, a mensagem nesta versão parece muito mais clara ao explicar a relação entre os personagens da história da canção. A versão de Alton Ellis foi originalmente produzida como uma música de um homem só, mas depois ele se uniu a sua irmã, Hortense Ellis, para fazer um dueto. Não foi até esse momento que a música mostrou uma batalha romântica entre duas partes para continuar um relacionamento aparentemente arruinado.
Hortense Ellis também fez sua própria versão da canção de seu irmão intitulada "I'm Still In Love with You (Boy)", que mais tarde foi feito por Marcia Aitken. A versão de Aitken da música apresentava uma ligeira, mas notável diferença no tom vocal de qualquer uma das versões de Ellis. Os padrões vocais de Sasha se assemelham mais à interpretação de Marcia do que a de Ellis.

## Listagens de faixas
CD single
1. "I'm Still in Love with You" (versão do álbum) – 4:33
2. "Like Glue" (Giv Dem A Run Remix) – 4:03

CD maxi
1. "I'm Still in Love with You" (versão da rádio) – 3:33
2. "Steppin' Razor" (ao vivo com Later e Jools Holland) – 3:26
3. "Like Glue" (ao vivo com Later e Jools Holland) – 3:07
4. "I'm Still in Love with You" (Music Video)

12 "maxi
1. "I'm Still in Love with You" (verdão do álbum) – 4:32
2. "I'm Still in Love with You" (instrumental) – 4:32
3. "I'm Still in Love with You" (versão da rádio) – 3:33
4. "Like Glue" (Give Dem A Run Remix) – 4:03